# Ourouer-les-Bourdelins
Ourouer-les-Bourdelins è un comune francese di 659 abitanti situato nel dipartimento del Cher, nella regione del Centro-Valle della Loira.

## Società

### Evoluzione demografica
Abitanti censiti